# Espace FM (Guinée)
Pour les articles homonymes, voir Espace.
Radio Espace FM Guinée est une station de radio généraliste privée basée en Guinée à Conakry. la station est surtout écoutée pour son programme phare, « Les Grandes Gueules », émission de débats enflammés sur l’actualité guinéenne, qui revendique une totale liberté de ton et une critique acerbe des personnalités politiques du pays.

## Fermeture
Le 9 novembre 2023, la chaine de radio est retirer du bouquet canal plus et Startime.
Le 22 Mai 2024, la licence d'exploitation de la radio a été retirer part l'Etat a travers le Ministre des postes et télécommunication Fana Soumah. Puis, le 23 Mai 2024, la fréquence est retirer par l'Autorité de régulation des Postes et télécommunication diriger par Mamady Doumbouya.